# 犬は吠えるがキャラバンは進む
『犬は吠えるがキャラバンは進む』（いぬはほえるがきゃらばんはすすむ）は、 小沢健二の1作目のアルバム。1993年9月29日に東芝EMIから発売。1997年7月24日に『dogs』へと改題されたうえで再発売され、2021年12月22日に『犬は吠えるがキャラバンは進む』としてリマスター盤が発売された。

## 解説
ソロデビュー後初となるオリジナル・アルバム。フリッパーズ・ギターの頃とは異なるシンプルなサウンドと、フリッパーズ・ギターの頃と同様の複雑な歌詞が特徴。
アルバムタイトルは、中東アジアのことわざの一つで、「進行を阻むほどの力が働こうとも、人生や自分のやるべきことは続いてゆく」という意味。
『犬は吠えるがキャラバンは進む』の帯は2種類ある。当初発売されたものは赤地に白字というものであったが、1995年の「戦場のボーイズ・ライフ」発売以降に出荷されたものは白字に黒字というものであった。後者には、本作に対して「'94年服部良一音楽賞受賞作」という表記がある。
『犬は吠えるがキャラバンは進む』と『dogs』は音源は一緒だが、ジャケットデザインなどが異なる。また、前者には書かれていたライナーノーツが、後者では削除されている。『dogs』のジャケットデザインは、「夢が夢なら」以来の平野敬子によるデザインで、白いジャケットに蛍光のピンク、イエロー、オレンジの透明なカラープラスチック板の内2枚が組み合わせて入れられている（組み合わせは9種類）というシンプルなものに仕上がっている。なお、この再発盤はカラープラスチック板が2000年代に生産取りやめとなったことを受け、同作品の生産も中止となった。
2021年12月22日に、アナログマスターテープから「録音時にスタジオで聴いていた音に最も近い」原音に忠実にリマスターされたリマスター盤を、シングル『飛行する君と僕のために/運命、というかUFOに (ドゥイ、ドゥイ)』と同時に発売。パッケージのデザインは「録音当時の自分の気持ちに迫るよう」な思いを込めて小沢自身が手がけている。また特典CDも付属し、1995年に発売された映像作品『VILLAGE "the video"』にも収録されている「天使たちのシーン」のライブ音源が収められる。こちらは48chのアナログテープで録音されたものを1995年にミックスダウンした未発表音源。なお、このアルバムは小沢の意向により、配信販売やサブスクリプションといったデジタル音楽配信は行っていない。

## 収録曲
| 全作詞・作曲・編曲: 小沢健二。 |                                                                        |          |            |       |
| #                              | タイトル                                                               | 作詞     | 作曲・編曲 | 時間  |
| 1.                             | 「昨日と今日」(Yesterday And Today)                                    | 小沢健二 | 小沢健二   | 5:48  |
| 2.                             | 「天気読み mastered for album」(Reading The Weather)                   | 小沢健二 | 小沢健二   | 6:39  |
| 3.                             | 「暗闇から手を伸ばせ mastered for album」(Reach Out From The Darkness) | 小沢健二 | 小沢健二   | 4:32  |
| 4.                             | 「地上の夜」(Nighttime On This Earth)                                  | 小沢健二 | 小沢健二   | 4:46  |
| 5.                             | 「向日葵はゆれるまま」(Sunflower Sways)                                | 小沢健二 | 小沢健二   | 2:36  |
| 6.                             | 「カウボーイ疾走」(Cowboy Run)                                         | 小沢健二 | 小沢健二   | 5:30  |
| 7.                             | 「天使たちのシーン」(A Scene Of Angels)                                | 小沢健二 | 小沢健二   | 13:31 |
| 8.                             | 「ローラースケート・パーク」(Rollerskate Park)                         | 小沢健二 | 小沢健二   | 7:19  |
| 合計時間:                      | 合計時間:                                                              | 50:41    |            |       |

| #  | タイトル                        | 作詞 | 作曲・編曲 |
| -- | ------------------------------- | ---- | ---------- |
| 1. | 「天使たちのシーン」(Live 1995) |      |            |

## テレビ披露
天使たちのシーン
- 2017年10月5日放送 NHK総合『SONGS』[注 2]

## カバー・バージョン
天使たちのシーン
- 大槻ケンヂ - 1995年に発売されたアルバム『I STAND HERE FOR YOU』に収録[6]。

## 発売日一覧
| 発売日         | レーベル                   | 規格品番      | 備考 |
| -------------- | -------------------------- | ------------- | --- |
| 1993年9月29日  | イーストワールド / 東芝EMI | TOCT-8183     | |
| 1997年7月24日  | イーストワールド / 東芝EMI | TOCT-9907     | 『dogs』に改題して再発売。 |
| 2021年12月22日 | ユニバーサルミュージック   | TYCT-69220〜1 | アナログマスターテープから「録音時にスタジオで聴いていた音に最も近い」原音に忠実にリマスターされたリマスター盤。1995年に発売された映像作品『VILLAGE "the video"』にも収録されている「天使たちのシーン」のライブ音源を収録した特典CDが付属。 |